# Verchnorohačycký rajón
Verchnorohačycký rajón (ukrajinsky Верхньорогачицький район) byl rajón v Chersonské oblasti na Ukrajině. Hlavním městem byl Verchnij Rohačyk a rajón měl přibližně 11 tisíc obyvatel. 

## Sídla v rajónu
- Verchnij Rohačyk